# Fabiola Guajardo
Fabiola Guajardo (Monterrey, Nuevo León; 5 de enero de 1988) es una actriz mexicana.

## Trayectoria
Concursó en Nuestra Belleza Nuevo León 2007 y fue elegida como primera finalista. Posteriormente llegó a la final en el certamen nacional Nuestra Belleza México del mismo año.
Tras concluir la licenciatura en Mercadotecnia en la Universidad Tecmilenio Campus Las Torres se mudó a la Ciudad de México para estudiar tres años en el Centro de Educación Artística de Televisa (CEA) y debutó en la pantalla chica en 2011 con la telenovela Esperanza del corazón, junto a Lucía Méndez y Bianca Marroquín.
En 2012 participó en Por ella soy Eva interpretando a Paola, al lado de Lucero y Jaime Camil. Ese mismo año participó en Corona de lágrimas al lado de grandes actrices, como Victoria Ruffo, y donde interpretó a Norma.
En 2013 recibió su primer papel antagónico estelar en la telenovela De que te quiero, te quiero, junto a Livia Brito y Juan Diego Covarrubias. En 2014 fue coprotagonista estelar en la telenovela Yo no creo en los hombres con un gran elenco, del cual destacan Adriana Louvier, Flavio Medina y Azela Robinson.
A finales de 2015 obtuvo un papel en la telenovela Pasión y poder, junto a Fernando Colunga. En 2016 hizo una participación especial en la teleserie La candidata, donde interpretó a Florencia Azcurra. En 2017 tuvo un papel antagónico en la telenovela Enamorándome de Ramón junto a José Ron, entre otros.
A partir de su primera participación en televisión ha estado activa en múltiples proyectos, con los cuales ha merecido nominaciones a Premios TVyNovelas por 2 años consecutivos. En 2015 a Mejor actriz coestelar por su participación en Yo no creo en los hombres, y a Favorita del Público; en 2016 a Mejor actriz de reparto por Pasión y poder. En los tres casos fue ganadora.
Fabiola Guajardo también ha participado en series, como Érase una vez junto a Andrés Palacios, Renata Notni, etc. En 2016 formó parte del elenco de la serie 40 y 20, donde interpretó a Xóchitl de la mano de grandes compañeros actores.
Años más tarde de su debut televisivo decidió incursionar en la pantalla grande, donde obtuvo papeles para películas como El alien, 108 costuras y Qué culpa tiene el niño, esta última al lado a Karla Souza.
Recientemente anunció el fin de rodaje de un nuevo proyecto en donde participan Vadhir Derbez y Sofía Espinosa, y el cual tiene como fecha de salida en 2020.
En 2020 fue parte del concepto Reinas de corazones, presentando su primer concierto en el Lunario del Auditorio Nacional, sin embargo, a raíz de la Pandemia de COVID-19, fue cancelado.
En los últimos años ha sido imagen en campañas publicitarias para marcas de diversas categorías, como Reebok, Calzedonia, Activia, Alo Yoga, Levi's, Women Secret, Huawei, entre otras.

## Editorial
Fabiola Guajardo ha sido portada de diversas revistas tanto nacionales como internacionales, como Vanidades México, USA y Novias; Women’s Health México, Chile y España; Lucy’s Magazine, Ambiance, Merak, TVyNovelas USA, Marie Claire México, Styles Magazine, Capital Tres, y más. 

## Filmografía

### Televisión
| Año       | Título                      | Personaje                | Notas                                |
| --------- | --------------------------- | ------------------------ | ------------------------------------ |
| 2025      | La jefa                     | Gloria Guzmán            | Rol principal                        |
| 2024      | Ligeramente Diva            | Vanessa Segura           | Rol principal                        |
| 2024      | La historia de Juana        | Camila Montes            | Antagonista principal                |
| 2022      | Los ricos también lloran    | Soraya Montenegro / Edna | Antagonista principal                |
| 2021      | Buscando a Frida            | Silvia Cantú             | Rol principal                        |
| 2019      | Preso No. 1                 | Carolina Arteaga (Joven) | Invitada                             |
| 2018      | Descontrol                  | María Florencia          | Invitada                             |
| 2017      | Érase una vez               | Paola                    | Episodio, "El príncipe y el mendigo" |
| 2017      | Enamorándome de Ramón       | Sofía Vásquez            | Antagonista principal                |
| 2016      | 40 y 20                     | Xóchitl                  | Invitada                             |
| 2016      | La candidata                | Florencia Azcurra        | Invitada                             |
| 2015-2016 | Pasión y poder              | Gabriela Díaz Vallado    | Rol principal                        |
| 2014-2015 | Yo no creo en los hombres   | Isela Ramos Cabrera      | Rol principal                        |
| 2013-2014 | De que te quiero, te quiero | Brigitte García Pabuena  | Antagonista principal                |
| 2012-2013 | Corona de lágrimas          | Norma Villar             | Rol recurrente                       |
| 2012      | Por ella soy Eva            | Paola Legarreta          | Rol recurrente                       |

### Cine
| Año  | Película                  | Personaje        |
| ---- | ------------------------- | ---------------- |
| 2018 | 108 Costuras              | Karen            |
| 2016 | El alíen y yo             | Carolina         |
| 2016 | ¿Qué culpa tiene el niño? | Daniela "Dani"11 |
| 2012 | Café Cea                  | Brenda           |

### Teatro
| Año  | Obra            | Personaje |
| ---- | --------------- | --------- |
| 2018 | Atracción fatal | Beth      |
| 2012 | Palomita pop    |           |

### Videoclips
| Año  | Canción             | Intérprete |
| ---- | ------------------- | ---------- |
| 2012 | Hasta que te conocí | Maná       |

## Premios y nominaciones

### Premios TVyNovelas
| Año  | Categoría               | Telenovela                | Resultado |
| ---- | ----------------------- | ------------------------- | --------- |
| 2016 | Mejor actriz de reparto | Pasión y poder            | Ganadora  |
| 2015 | Mejor actriz coestelar  | Yo no creo en los hombres | Ganadora  |